# Gemma R. Frisius

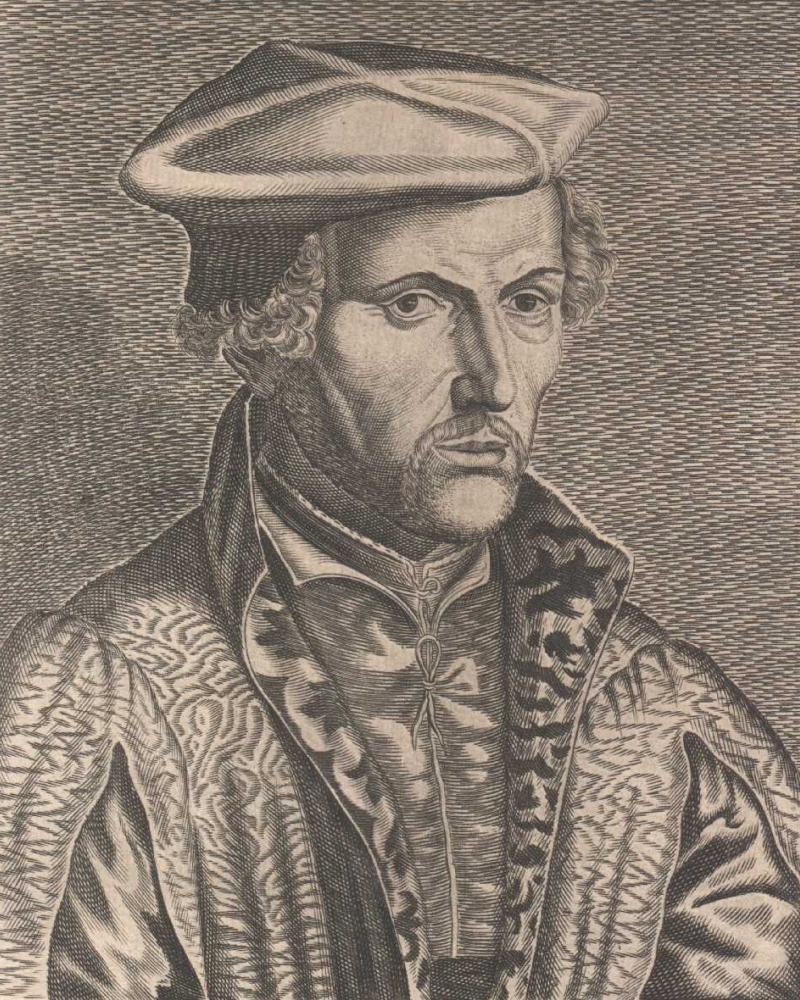
Gemma Frisius, Holzschnitt (17. Jh.) von Esme de Boulonois

Gemma Rainer Frisius, eigentlich Jemme Reinersz (* 9. Dezember 1508 in Dokkum; † 25. Mai 1555 in Löwen), war ein Mediziner, Astronom, Mathematiker, Kartograf und Instrumentenbauer. Frisius schuf Globen und verbesserte mathematische und astronomische Instrumente, etwa das Astrolabium und den Gradstock. Er wandte die Mathematik bei der Vermessung und Navigation in einer neuen Art an, entwickelte Vorstufen der Triangulation und publizierte 1544 über die Verwendung der Camera Obscura bei der Beobachtung der Sonnenfinsternis vom 24. Januar 1544.

## Leben
Gemma Frisius wurde in Dokkum, Friesland (in den heutigen Niederlanden), vermutlich in einfachen Verhältnissen geboren. Als Kind war er behindert und benutzte Krücken wegen seiner schwachen Beine bis zu seinem sechsten Lebensjahr. Seine Eltern starben, als er noch jung war, und er siedelte um nach Groningen zu seiner Stiefmutter. Ab 1526 studierte er mit einem Stipendium an der Universität Löwen Medizin, aber auch Mathematik und Astronomie. Im Jahr 1536 wurde er Doktor der Medizin und verblieb dann für den Rest seines Lebens Professor für Medizin und Mathematik in Löwen und praktizierte als Leibarzt Karls V. (HRR). Frisius starb an einem Steinleiden.

### Messinstrumente und Globen

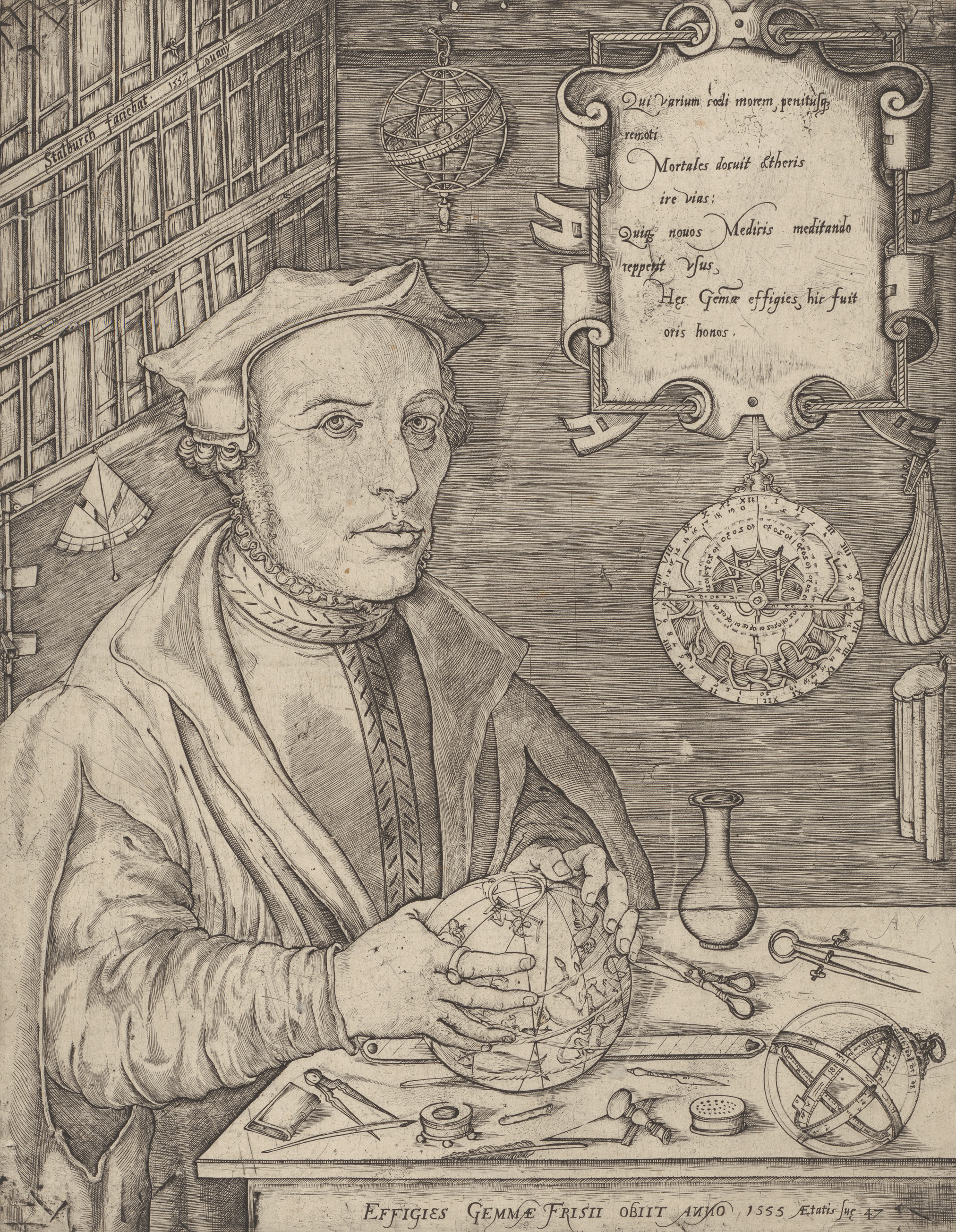
Gemma Frisius von J. van Stalburch

Noch während seiner Studentenzeit richtete Frisius eine Werkstatt ein, um Globen und mathematische Instrumente zu produzieren, wobei er mit dem Goldschmied Gaspard van der Heyden zusammenarbeitete. Er wurde bekannt für die Qualität und Genauigkeit seiner Instrumente, welche unter anderem von Tycho Brahe gelobt wurden. 1529 gab er die Cosmographia von Apianus (ursprünglich 1524 erschienen) neu heraus, die neben einer Weltbeschreibung auch mathematische Instrumente und ihre Verwendung beschrieb und damit für seine Werkstatt auch als Werbeträger dienen konnte. Ebenfalls rechtzeitig zur Konstruktion eines neuen kombinierten Erd- und Himmelsglobus erschien 1530 sein De Principiis Astronomiae Cosmographicae (drei Bände, Antwerpen bei Johannes Grapheus), das neben astronomischen und nautischen Themen auch eine Weltbeschreibung enthielt. Im Kapitel 19 des Buches beschrieb er als Erster, wie man eine genaue Uhr, die nach seinen eigenen Worten auch bei Luftdruckänderungen nicht falsch gehen dürfte, zur Bestimmung des Längengrades nutzen konnte. Die Idee war aber angesichts der damaligen Uhrmacherkunst vor ihrer Zeit, wie auch sein Zeitgenosse Jean-Baptiste Morin (1583–1656) bemerkte: „Ich weiß nicht, ob es dem Teufel gelingen würde einen Längengrad-Zeitmesser zu bauen, aber es ist töricht für Menschen sich daran zu versuchen.“ Realisiert wurde sie erst im 18. Jahrhundert durch John Harrison.

### Geodäsie und Astronomie
1533 beschrieb er in einer Neuauflage seiner Cosmographia angeblich zum ersten Mal die Methode der Triangulation, die noch heute bei Vermessungen benutzt wird. Das Buch war ein großer Erfolg und trug ihm die Einladung des polnischen Botschafters in Brüssel ein, mit Nicolaus Copernicus zusammenzuarbeiten.

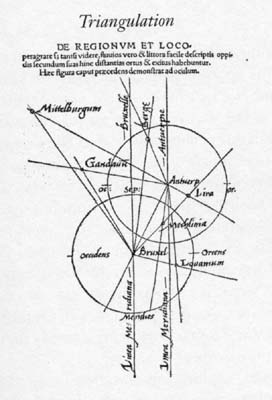
Einführung der Triangulation durch Gemma Frisius 1533

Tatsächlich stellt seine Skizze (rechts) die Methode des Vorwärtsschnittes dar, mit dem damalige Landmesser zu arbeiten begannen. Die drei eingezeichneten Visuren dienten als Beispiel, sind aber im dortigen Hügelland nicht möglich.
Unter Frisius' astronomischen Beobachtungen fallen die vieler Kometen (so 1533, 1538, 1539), deren Eigenbewegung gegen den Fixsternhimmel er vermaß. Sie wurden in Büchern seines Sohnes Cornelius Gemma (* 1533) beschrieben, der als Professor in Astronomie und Medizin in Löwen sein Nachfolger wurde.
Frisius baute und verbesserte viele Instrumente, einschließlich des Gradstockes (beschrieben in De Radio Astronomico 1545), des Astrolabiums (beschrieben in De Astrolabio, postum 1556 erschienen) und von ihm entworfener astronomischer Ringe (beschrieben in seinem Tractatus de Annulo Astronomicae von 1534), die etwa für Sonnenuhren oder Planetarien dienten. Seine Studenten waren unter anderem Gerardus Mercator, Johannes Stadius, John Dee und der Botaniker Rembert Dodoens. Mercator studierte bei ihm ab 1534 und wurde zwei Jahre später sein Mitarbeiter (er übernahm den Entwurf der Gravuren) bei einem Erdglobus und 1537 bei einem Himmelsglobus. Später nahm er die so gewonnenen Kenntnisse als Vorlage für die 1538 geschaffene Weltkarte, die inhaltlich lediglich eine Umzeichnung der Arbeiten seines Lehrmeisters darstellte.
In die Globen flossen die Berichte der zeitgenössischen Entdecker ein (in den von 1535 etwa die von Marco Polo, Ferdinand Magellan und Francisco Pizarro), so dass immer weniger Phantasieobjekte oder unüberprüfte Angaben antiker Schriftsteller vorkamen. Gleichzeitig unternahm Frisius mit seinem Medizin-Studenten Andreas Vesalius, der bei ihm ab 1536 studierte, anatomische Studien, für die sie Leichen in die Stadt schmuggelten. Der englische Euklid-Herausgeber, Astrologe und Okkultist John Dee kam 1548 nach Löwen, um Globen und astronomische Instrumente im Auftrag der englischen Regierung zu erwerben.
Der Mondkrater Gemma Frisius und der Asteroid (11433) Gemmafrisius sind nach ihm benannt. Ferner trägt der Frisius Point in der Antarktis seinen Namen.

## Werke

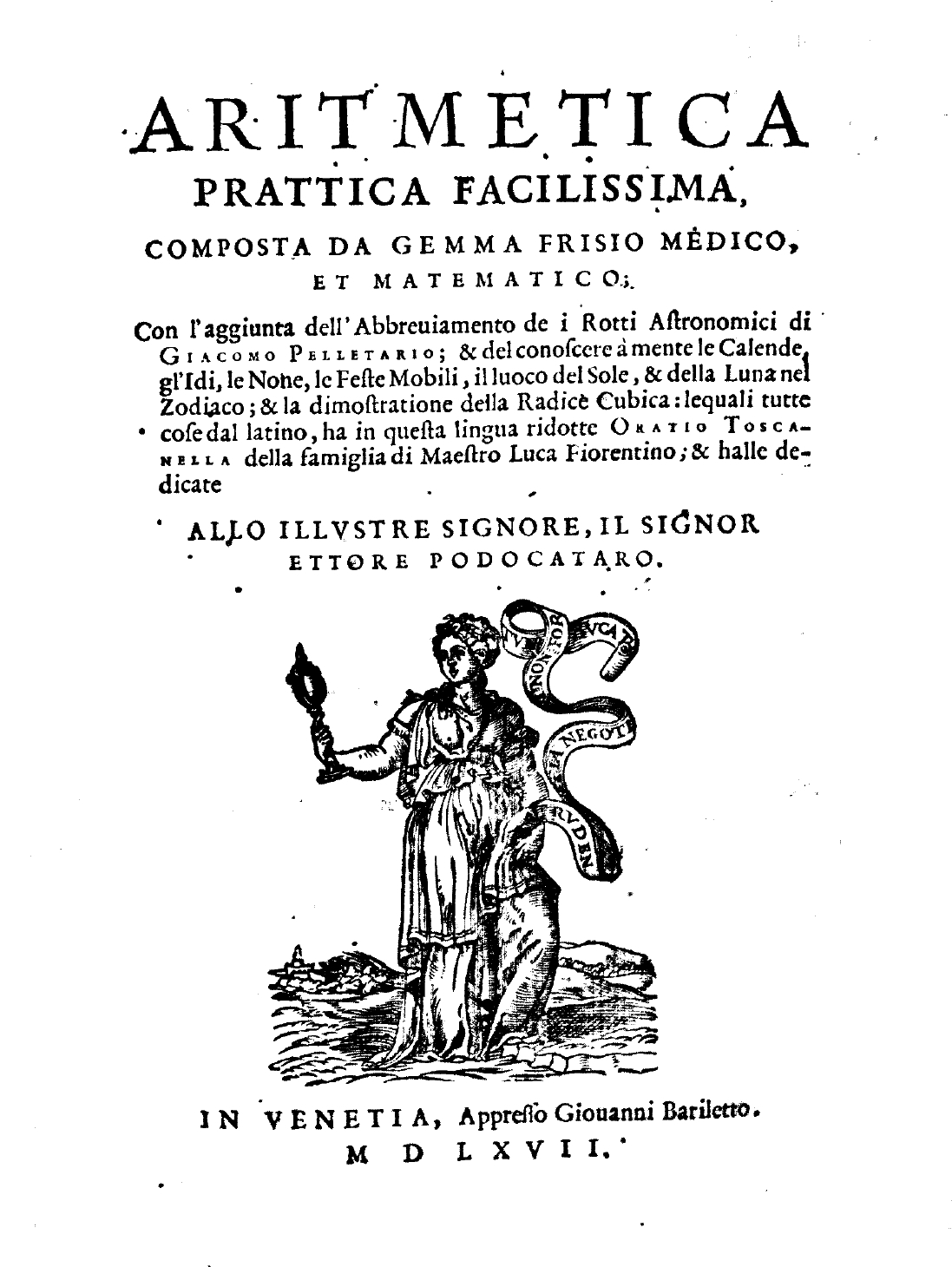
Aritmetica prattica facilissima (1567)

- (Cosmographia (1529) von Petrus Apianus, bearbeitet von Gemma Frisius)
- De principiis astronomiae et cosmographiae. Deque usu globi ab eodem ed. Item de orbis divisione, & Insulis, rebusque nuper inventis. (Löwen/Antwerpen 1530)
- De usu globi (1530)
- Libellus de locorum describendorum ratione (1533), deutsche Übersetzung von Erich von Reeken: Ein Büchlein – wie man es vorher noch nie gesehen hat – über das Verfahren, Orte zu beschreiben, zu zeichnen und ihre Abstände zu ermitteln. Verlag Jochen Wörner, Frankfurt 1985, ISBN 3-88782-011-8
- Frisius-Erdglobus von 1536 (1536)
- Frisius-Himmelsglobus von 1537 (1537)
- Arithmeticae practicae methodus facilis (1540)
- De annuli astronomici usu (1540)
- De radio astronomico et geometrico (1545)
- De astrolabio catholico (1556)